# Michel Koeniguer
Michel Koeniguer, né le 12 aout 1971 à Schirmeck dans le Bas-Rhin et mort le 6 avril 2021 à Colmar,, est un dessinateur et scénariste français de bande dessinée.

## Biographie
Michel Koeniguer naît en 1971 près de Strasbourg. Il fréquente, dans les années 90, l’École des Arts Décos de Strasbourg, puis la section arts plastiques de l'université de Strasbourg. Parallèlement, il collabore à divers fanzines.
Les Derniers Seigneurs, le premier tome de la série Bushido, paru aux éditions Pointe Noire en 2002, est sa première publication en album. Cet éditeur ayant par la suite déposé le bilan, le deuxième tome de la série, intitulé Gaïjin-San, est publié en 2003 par les éditions Paquet et c'est le début d'une fructueuse collaboration entre l'éditeur suisse et Michel Koeniguer.
Après la trilogie Bushido (2002-2004) parait la trilogie Brooklyn 62nd, de 2005 à 2007. Toujours chez le même éditeur, Michel Koeniguer va alors se spécialiser dans le domaine des récits de guerre : d'une part, la guerre d'Irak avec The Bridge (2008) et d'autre part, la guerre du Viêt Nam avec la trilogie Bomb road  puis également avec la trilogie Misty Mission, à partir de 2016. Entretemps, l'auteur a scénarisé la série policière Eightball hunter, avec Callixte au dessin (deux albums publiés en 2010 puis en 2013).
En 2018, il s'intéresse à la période de la Seconde Guerre mondiale et commence son travail pour le lancement de Berlin sera notre tombeau, série en trois tomes qui relate la fin des SS français, toujours chez le même éditeur, les éditions Paquet. Le premier tome est publié en 2019 et le deuxième en 2020.
Alors qu'il travaillait encore sur le troisième tome de Berlin sera notre tombeau, Michel Koeniguer meurt le 6 avril 2021 des suites d'une longue maladie après des semaines d'hospitalisation,.
Michel Koeniguer ayant laissé de son vivant les 20 premières planches de Les Derniers Païens (troisième et dernier tome de Berlin sera notre tombeau), mais aussi le scénario ainsi que les storyboards au complet, c'est le dessinateur Vincenzo Giordano qui termine les planches 21 à 48 de l'album. Ce troisième et dernier tome est finalement publié à titre posthume en avril 2022.

## Albums publiés
- Berlin sera notre tombeau, trois tomes, couleurs de Fabien Alquier, Éditions Paquet

1. Neukölln[6],[8],[9], 2019
2. Furia Francese[10],[11], 2020
3. Les Derniers Païens, 2022 (pages 21 à 48 dessinées par Vincenzo Giordano)

- Bomb Road, Paquet

1. Da Nang[12], 2010
2. Chu Laï, 2011
3. Yankee station[4], 2012

- Bridge (The)[13], Paquet, 2008
- Brooklyn 62nd, Paquet

1. Latinos Requiem[14], 2005
2. Gangsta Rhapsody[15],[16], 2006
3. Hardcore Cop[17], 2007

- Bushido, éditions Pointe Noire puis éditions Paquet :

1. Les Derniers Seigneurs, éditions Pointe Noire (puis Paquet), 2002[18]
2. Gaïjin-San, Paquet, 2003
3. La mort des guerriers, Paquet, 2004

- Eightball hunter, Paquet (scénario), dessin et couleur de Damien Schmitz (Callixte),

1. Loser, 2010
2. Winner[19], 2013
3. Intégrale : Eightball hunter[20], 2018

- Misty Mission, Paquet

1. Sur la Terre comme au ciel [5],[21],[22] 2016
2. En enfer comme au paradis, 2017
3. Des ténèbres au purgatoire, 2018
4. Intégrale : Misty Mission, 2019